# Lugoj
Lugoj (rumænsk udtale: [ˈluɡoʒ]; ungarsk: Lugos; tysk: Lugosch; slovakisk: Lugoš; serbisk: Лугош; tyrkisk: Logoş) er en by i distriktet  Timiș i Rumænien. Floden Timiș deler byen i to halvdele, det såkaldte "rumænske Lugoj", der breder sig på højre bred, og det "tyske Lugoj" på venstre bred. Byen administrerer to landsbyer, Măguri og Tapia. Byen har 35.450 (2021) indbyggere.

## Geografi
Lugoj ligger i det sydvestlige Rumænien, i distriktet  Timiș, i den historiske region Banatet og består af byen Lugoj og landsbyerne Măguri og Tapia. I distriktet   ligger Lugoj i den centrale østlige del af amtet. Den er den næststørste og vigtigste by i  Timiș-distriktet. Lugoj omfatter et areal på 98,03 km². Den grænser til Boldur mod vest, Darova mod sydøst, Victor Vlad Delamarina mod syd, Gavojdia mod sydøst, Criciova og Bârna mod øst og Coșteiu mod nord-nordvest.:4–5 

## Historie
Lugoj optræder første gang i skriftlige kilder i 1334, da en pavelig tiendeoptegnelse nævner en vis præst Martin af Lucas Som en administrativ formation stammer distriktet Lugoj, som også omfattede de omkringliggende landsbyer, fra 1369, hvor det nævnes som Posesio Lugas. Senere, i 1376, nævner et dokument udstedt af kong Sigismund af Luxembourg tilskrivningen af fæstningen Lugoj (castrum Lugas) til greven af Temes, og snart, i 1379 optræder den i dokumenter som en slotsby, med Nicholas 2. Garai som chatelaine. Lugoj bliver gradvist et vigtigt strategisk og kommunikationspunkt i det middelalderlige Banat-område , på grund af sin geografiske placering, i Tisa-slettens kontaktområde med Poiana Ruscă-bjergene, ved skæringspunktet mellem vejene mellem Banat, Transsylvanien og den sydvestlige del af Valakiet, hvilket sikrer adgang til Donau.